# Отон (Лоар и Шер)
Отон (фр. Authon) насеље је и општина у централној Француској у региону Центар (регион), у департману Лоар и Шер која припада префектури Вандом.
По подацима из 2011. године у општини је живело 658 становника, а густина насељености је износила 20,4 становника/km². Општина се простире на површини од 32,26 km². Налази се на средњој надморској висини од 135 метара (максималној 156 m, а минималној 90 m).

## Демографија
| 1962. | 1968. | 1975. | 1982. | 1990. | 1999. | 2011. |
| ----- | ----- | ----- | ----- | ----- | ----- | ----- |
| 767   | 767   | 691   | 699   | 700   | 698   | 658   |

График промене броја становника у току последњих година